# デーノタメ遺跡
座標: 北緯36度00分57.4秒 東経139度32分08.0秒 / 北緯36.015944度 東経139.535556度

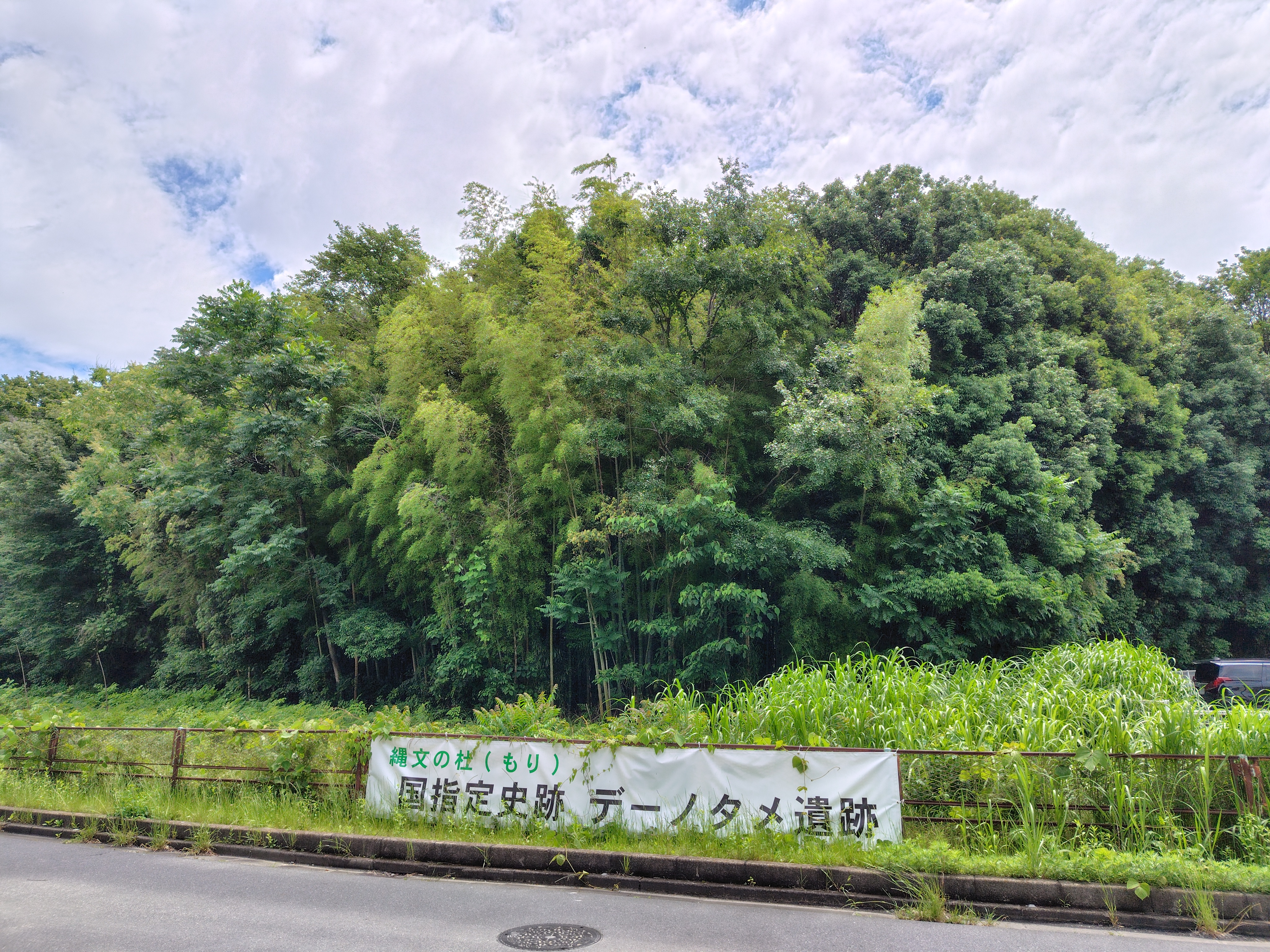
デーノタメ遺跡

デーノタメ遺跡（デーノタメいせき）は、埼玉県北本市に所在する縄文時代から古墳時代にかけての複合遺跡・低湿地遺跡。特に縄文時代の集落跡は、関東地方最大級の環状集落とされる。国の史跡に指定されている。

## 概要
江川周辺に4ヘクタールにわたって広がる縄文時代中・後期および弥生時代・古墳時代の遺跡で、久保特定土地区画整理事業に伴うデーノタメ池の調査によって遺跡の存在が判明した。その後、多数の遺物が出土し、2016年（平成28年）には関東最大級の規模を持つ環状集落と判明した。台地上には25軒の竪穴建物跡が発見されている。集落と合わせて水場の残る遺跡は全国的にも珍しい。
遺跡名は、遺跡が発見されるまでその脇にあった溜池がデーノタメ池と呼ばれたことに由来する。この池の湧水を「出水（デスイ）」または「デイ」といい「出水（デスイ/デイ）の溜池」と呼んだ、あるいは、北方の台原地区が「デエッパラ」と呼ばれることから「台原（デエッパラ）の溜池」が訛った事が「デーノタメ」の由来になったとする説がある。
市は国の史跡へ指定を目指し遺跡統括報告書を作成した。久保特定土地区画整理事業のエリアから遺跡エリアを除外し、都市計画道路が貫く計画があったため、3･4･6号西仲通線を迂回し、3･3･10号南2号線を一部区間廃止した。
溜池が造られるような地下水が豊富な土地であったため、土中に遺物が多く残された。クルミの殻をまとめて埋めた6ヶ所の「クルミ塚」が確認されているほか、木の実が食用となるトチノキやクリが生えていた痕跡や、ウルシの木材・花粉、ヒスイ製品、表面や内部に大豆・小豆を埋め込んだ土器、ニワトコやコウゾの粒、ヒメコガネの死骸などが発見されている。こうしたことから、集落の住人が、食糧確保などに便利なように森林の植生を改変するなどして暮らしていたことが推測されている。

## 歴史
- 1969年（昭和44年） - 雑木林の中から発見される[8]。
- 2001年（平成13年） - 区画整理予定地にかかっていたことから第1次発掘調査を実施[9]。
- 2009年（平成21年） - 第4次調査を実施。
- 2016年（平成28年） - 遺跡の規模が関東最大級であると公表される。
- 2024年（令和6年）10月11日 - 国の史跡指定[10]。